# 도시의 옷가게
"도시의 옷가게"는 한국에서 제작된 문성혁 감독의 2008년 영화이다. 임지규 등이 주연으로 출연하였다.

## 출연

### 주연
- 임지규
- 최묘견
- 김하나
- 박진우
- 이소희